# Tilly Edinger

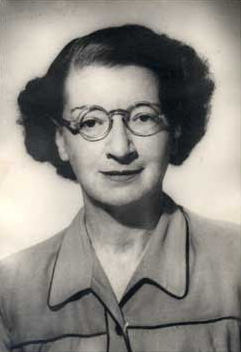
Tilly Edinger (1930)

Johanna Gabriele Ottilie Edinger (* 13. November 1897 in Frankfurt am Main; † 27. Mai 1967 in Cambridge, USA) war Paläontologin und die Begründerin der Paläoneurologie. Dieses Fachgebiet hat die Erforschung von Abdrücken fossiler Gehirne zum Gegenstand. Stephen Jay Gould bezeichnete Edinger in einem Nachruf als „eine der außergewöhnlichsten Naturwissenschaftlerinnen des 20. Jahrhunderts“.

## Werdegang
Tilly Edinger war die jüngste Tochter von Anna Edinger, geb. Goldschmidt, einer Frankfurter Frauenrechtlerin, Stifterin und Friedensaktivistin, und ihrem Mann Ludwig Edinger, einem Hirnforscher und Professor für Neurologie. 1916 bestand sie an der Frankfurter Schillerschule das Abitur und studierte danach an der Universität Heidelberg, an der Universität Frankfurt am Main sowie in München „Naturwissenschaften“: zunächst Geologie, danach Zoologie (insbesondere vergleichende Anatomie) und zusätzlich Paläontologie. Im Grenzgebiet von Geologie und Zoologie, der Paläozoologie, fertigte sie 1920/1921 in Frankfurt am Main ihre Doktorarbeit bei Fritz Drevermann an, die der Anatomie des Gaumens von Nothosauriern gewidmet sein sollte. Auf der Suche nach Belegexemplaren stieß sie in Heidelberg auf ein Schädelfragment von Nothosaurus mirabilis, dessen Schädelhöhle vollständig mit Sediment ausgefüllt war. Diesen natürlichen Schädelausguss erkannte sie als „fossiles Gehirn“. Sie beschäftigte sich daraufhin in ihrer Doktorarbeit zusätzlich mit der genauen Analyse des fossilen Nothosauriergehirns.
Edinger war von 1921 bis 1927 Assistentin am Paläontologischen Institut der Universität und von 1927 bis 1938 ehrenamtliche Kustodin am Frankfurter Naturmuseum Senckenberg, wo sie auch über fossile Wirbeltiere forschte. Parallel dazu war sie von 1931 bis 1933 auch als Assistentin am Neurologischen Institut tätig und versuchte, sich auf eine Professur vorzubereiten. Letzteres wurde durch die nationalsozialistische „Machtergreifung“ zunichtegemacht.
Tilly Edinger unterschätzte lange Zeit die Lebensgefahr, in der sie mit der 1933 einsetzenden Judenverfolgung schwebte – unter anderem deshalb, weil ihr Arbeitgeber, die Senckenbergische Naturforschende Gesellschaft, 1933 klargestellt hatte, dass sie ihre jüdischen Mitarbeiter unbehelligt weiterarbeiten lassen werde. Der Direktor des Senckenberg-Museums, Rudolf Richter, war zwar Mitglied der NSDAP, hielt aber den Antisemitismus dieser Partei für eine vorübergehende Verirrung. Erst nach den Novemberpogromen von 1938 durfte sie das Museum nicht mehr betreten, hatte aber 1939 dank der Hilfe des mit ihr befreundeten Philipp Schwartz noch Gelegenheit, über London in die USA auszureisen, wo sie an der Harvard-Universität weiterarbeiten konnte. Dort arbeitete sie allerdings ohne eine ihrem wissenschaftlichen Rang entsprechende Position und weitgehend mittellos.

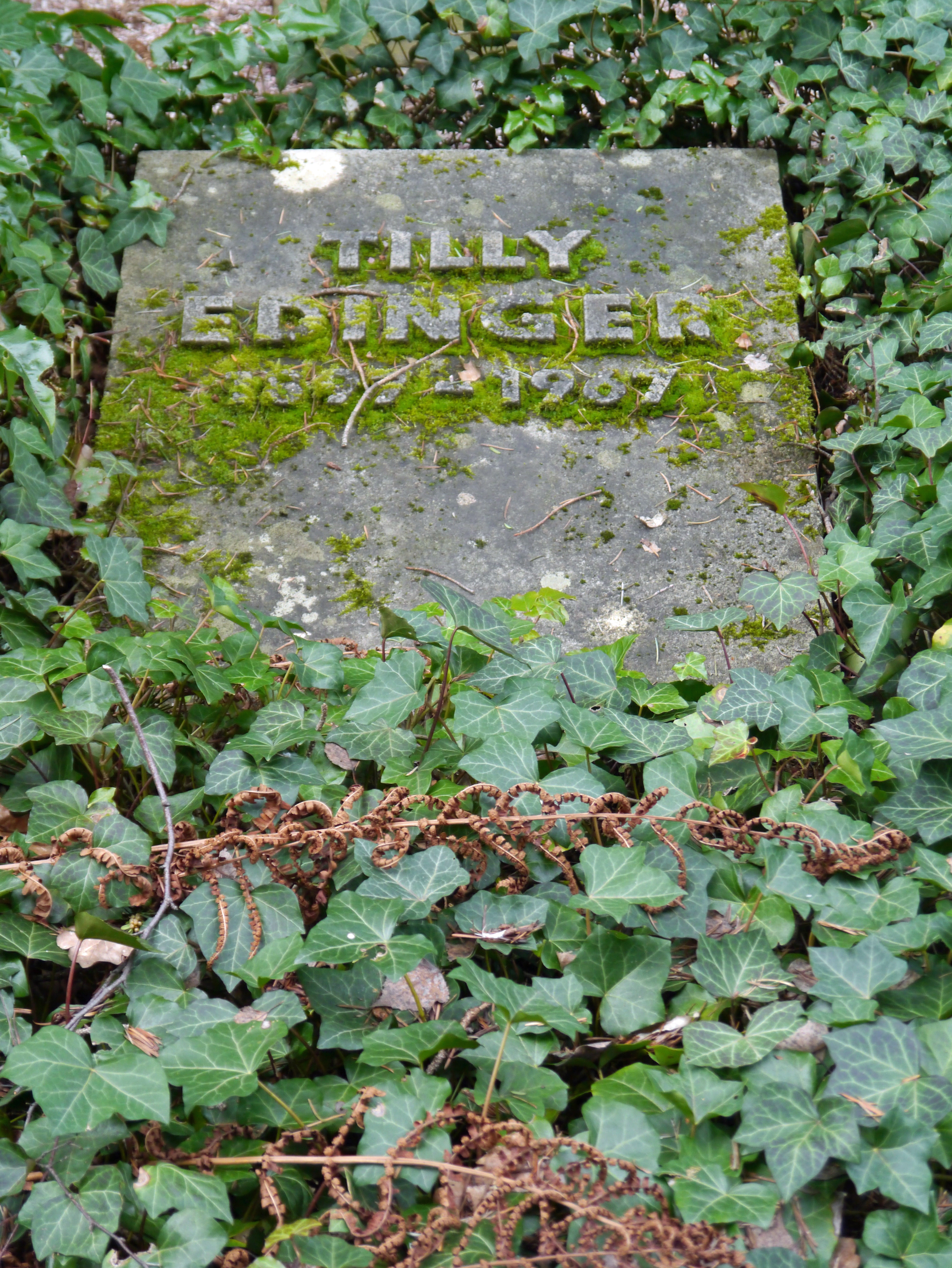
Grabstätte im Familiengrab auf dem Frankfurter Hauptfriedhof

Nach dem Ende des Zweiten Weltkriegs musste Edinger bis in die 1960er Jahre hinein um eine bundesrepublikanische Wiedergutmachung kämpfen, setzte sich aber ihrerseits in Stellungnahmen für die Entnazifizierung deutscher Kollegen ein.
Am 26. Mai 1967 überhörte sie auf der Straße vor dem Harvard-Museum für vergleichende Zoologie aufgrund ihres schlechten Hörvermögens ein herannahendes Auto und verstarb am folgenden Tag an den Folgen des Unfalls. Ihre Asche wurde im Grab ihrer Eltern auf dem Frankfurter Hauptfriedhof beigesetzt.

## Forschungsthemen
1804 hatte bereits Georges Cuvier Schädelausgüsse beschrieben, doch erst Tilly Edinger untersuchte solche Ausgüsse systematisch und machte sie so für die Evolutionsforschung nutzbar.
Um Form und Oberfläche eines fossilen Gehirns zu rekonstruieren, wird der Schädel des Fossils beispielsweise mit Gips ausgegossen. Ein solcher Schädelausguss kann aber auch auf natürliche Weise entstehen: Liegt der Schädel anfangs in bewegtem Wasser, kann Sediment durch die Augenhöhlen oder das Hinterhauptsloch eindringen und sich später im Schädel zu einem Steinkern verfestigen. Dieser kann die Form der Gehirnoberfläche annehmen und diese so abbilden. Wenn das Wasser mit Calcium gesättigt war, kann sich im Inneren des Schädels Kalk absetzen; diese Kalkabsätze bilden dann die Fläche des Innenraumes der Schädelhöhle ab, wodurch sehr detailreiche Steinkerne fossiler Gehirnhohlräume entstehen können. Es gibt Funde, bei denen neben den Knochen auch Hirnwindungen (Gyri) und Blutgefäße abgebildet sind.
Edinger konnte am Gehirnabguss einer fossilen Fledermaus zwei Ausstülpungen nachweisen, wie sie auch bei heute lebenden Fledermäusen vorkommen. In diesen Strukturen werden die Ultraschallechos verarbeitet, mit denen sich Fledermäuse in der Dunkelheit orientieren. Es ist daher anzunehmen, dass bereits bei dieser frühen Fledermaus die Echoortung ausgebildet war. Ferner untersuchte sie die Gehirne von Nothosauriern und konnte als Erste den Verlauf der Evolution bei diesen Gehirnen nachvollziehen. Auf den grundlegenden Erkenntnissen Tilly Edingers fußt auch heute noch die paläontologische Forschung auf diesem Gebiet.

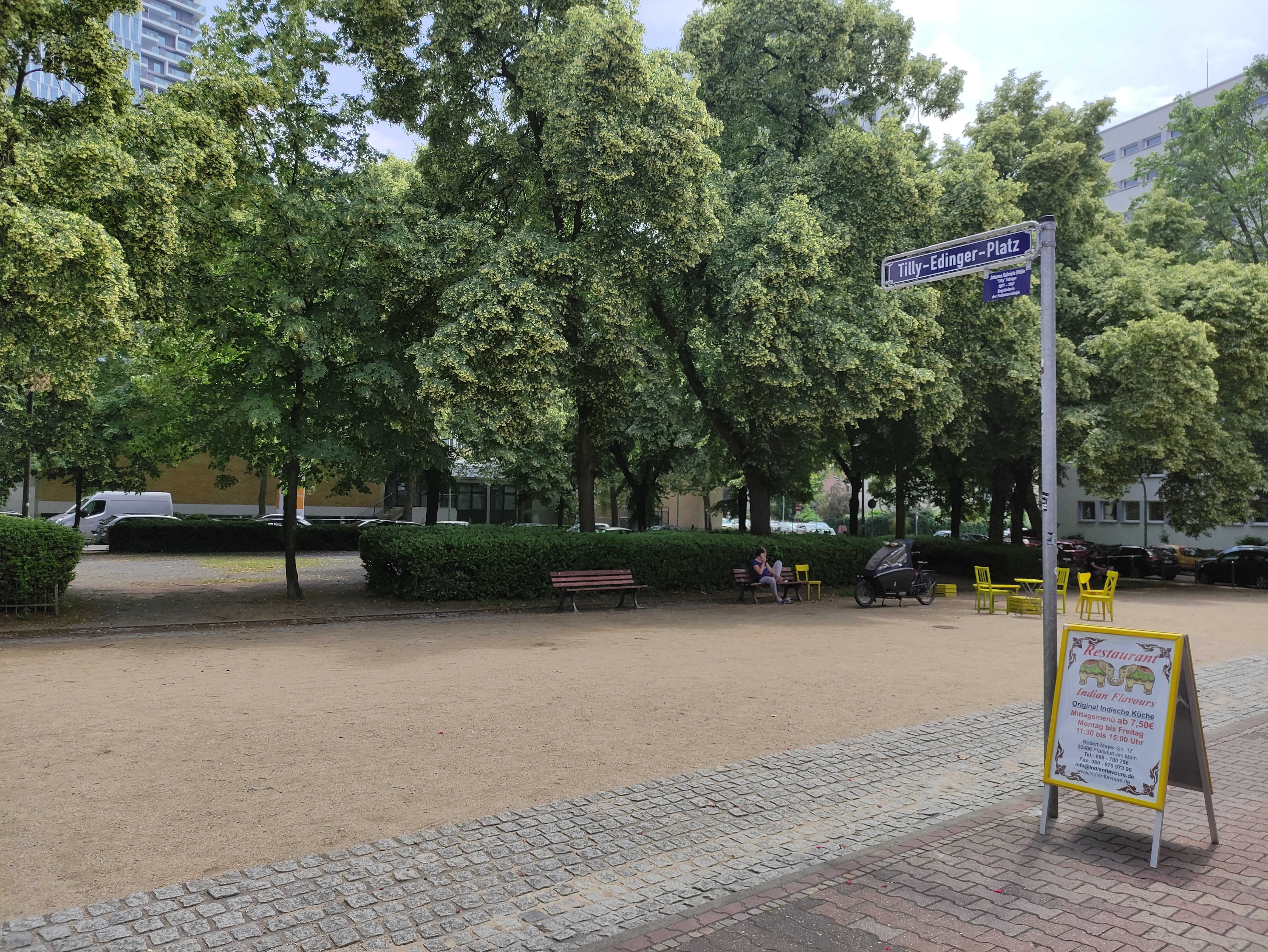
Tilly-Edinger-Platz in Frankfurt-Bockenheim

## Mitgliedschaften
- 1921 Deutsche Geologische Gesellschaft

## Ehrungen und Auszeichnungen
- 1953 wurde Edinger in die American Academy of Arts and Sciences gewählt.[7]

- 1962 wurde sie Ehrenmitglied der Paläontologischen Gesellschaft.

- Die Paläontologische Gesellschaft vergibt ihr zur Erinnerung seit 2004 an junge Nachwuchswissenschaftler unter 35 Jahren für besondere Forschungsleistungen innerhalb der Paläontologie den mit 2.500 Euro dotierten Tilly-Edinger-Preis.

- Nach ihr ist die Nothosaurus-Art Nothosaurus edingerae benannt.[8][9]

- Im Frankfurter Stadtteil Bockenheim unweit des Senckenberg-Museums trägt seit dem Jahr 2014 der „Tilly-Edinger-Platz“ ihren Namen. Der Platz trug zuvor den Namen von Theodor W. Adorno und war seit 2003 Heimstatt des Adorno-Denkmals. 2014 wurde ein zentraler Platz auf dem Campus Westend der Goethe-Universität nach Adorno benannt und das Denkmal nach dort versetzt. Der in seinem Kern schmucklose Schotterplatz wurde dann nach Tilly Edinger benannt.

## Schriften
- Über Nothosaurus. Dissertation Universität Frankfurt a. M., 74 S., 16 Abb., Frankfurt a. M. 1921.
- Über Nothosaurus. I. Ein Steinkern der Schädelhöhle. In: Senckenbergiana. Band 3 für 1920, S. 121–129, Frankfurt a. M. 1921.
- Über Nothosaurus. II. Zur Gaumenfrage. In: Senckenbergiana. Band 3 für 1920, S. 193–205, Frankfurt a. M. 1921.
- Über Nothosaurus. III. Ein Schädelfund im Keuper. In: Senckenbergiana. Band 4 für 1921, S. 37–42, Frankfurt a. M. 1922.
- Die Placodontier. 2. Das Zentralnervensystem von Placodus gigas Ag. In: Abhandlungen der Senckenbergischen Naturforschenden Gesellschaft. Band 38, Nr. 4, Frankfurt am Main 1925, Taf. XXIV, S. 311–318.

## Belege
1. ↑  Gerald Kreft: Ungenannt und unbekannt. Anna Edinger (1863–1929): Universitätsstifterin – Frauenrechtlerin – Deutsche Jüdin. In: Forschung Frankfurt. Nr. 1/2006: S. 85–89 (Online, abgerufen am 7. Februar 2022.)
2. ↑  Edinger, Anna. Hessische Biografie. (Stand: 15. März 2011). In: Landesgeschichtliches Informationssystem Hessen (LAGIS).
3. ↑  Renate Heuer, Siegbert Wolf (Hrsg.): Die Juden der Frankfurter Universität & Hundert Jahre Goethe-Universität 2014: Tilly Edinger.
4. 1 2 3  Hundert Jahre Goethe-Universität 2014: Tilly Edinger.
5. ↑  Grab der Familie Edinger auf dem Frankfurter Hauptfriedhof (Gewann II, Grab GG 21, Lage, Bilder).
6. ↑  Grabkarte zu Grab II GG 21. In: Akten des Hauptfriedhofs Frankfurt.
7. ↑  Members of the American Academy. Listed by election year, 1950–1999. Abgerufen am 7. Februar 2022.
8. ↑  H.-P. Schultze: Über Nothosaurus. Neubeschreibung eines Schädels aus dem Keuper. In: Senckenbergiana lethaea. Band 51, Frankfurt am Main 1970, S. 211–237.
9. ↑  Olivier Rieppel & Rupert Wild: Nothosaurus edingerae SCHULTZE, 1970: Diagnosis of the Species and Comments on its Stratigraphical Occurence. In: Stuttgarter Beiträge zur Naturkunde. B 204: 13 pp., 5 figs.; Stuttgart 1994.

| Personendaten    | Personendaten                                                          |
| ---------------- | ---------------------------------------------------------------------- |
| NAME             | Edinger, Tilly                                                         |
| ALTERNATIVNAMEN  | Edinger, Johanna Gabriele Ottilie                                      |
| KURZBESCHREIBUNG | deutsche Paläontologin, Begründerin der Paläoneurologie in Deutschland |
| GEBURTSDATUM     | 13. November 1897                                                      |
| GEBURTSORT       | Frankfurt am Main                                                      |
| STERBEDATUM      | 27. Mai 1967                                                           |
| STERBEORT        | Cambridge (Massachusetts)                                              |